# Большая Иркабаево
Большая Иркабаево — деревня в Кунашакском районе Челябинской области. Входит в состав Урукульского сельского поселения.

## География
Расположена в северной части района, на берегу реки Караболки. Расстояние до районного центра, Кунашака, 23 км.

## Население
| 2002 | 2010 |
| ---- | ---- |
| 263  | ↘262 |

(в 1995 — 99)

## Улицы
- Весенняя улица
- Луговая улица
- Речная улица
- Солнечная улица